# Фудбалски савез Турске
Фудбалски савез Турске (тур. Türkiye Futbol Federasyonu, ТФФ) је највиша фудбалска организација Турске, која руководи развојем фудбалског спорта, организовањем такмичења у земљи и води бригу о Фудбалској репрезентацији Турске (8 селекција).
Савез је формиран 23. априла 1923, од када је и члан ФИФА. У члантво УЕФА је примљен 1962. године. Крајем 2004. године у Турској је било 4.956 фудбалски клубова, 4.775 професионалних и 136.823 аматерска фудбалера. 
Професионални фудбал у Турској је почео 1951. године. Постоје три профеионалне лиге (Прва, друга и Трећа), више регионалмох аматерских лига и женска лига. 
Професионалне лиге
- Турска Супер лига са 18 фудбалских клубова
- Друга лига има две категорије А и Б
  - Друга лига А са 18 клубова
  - Друга лига Б има 5 група по 10 клубова
- Трећа лига има 4 групе са по 16 клубова

Аматерске лиге
- Прва лига, Друга лига и Трећа лига са 4000 клубова
- Прва женска лиг са 9 клубова
- Прва друга и супер лига са преко 250 клубова.